# Фаленопсис Люддеманна
Фаленопсис Люддеманна (лат. Phalaenopsis lueddemanniana) — эпифитное травянистое растение семейства Орхидные. 
Вид не имеет устоявшегося русского названия, в русскоязычных источниках чаще используется научное название Phalaenopsis lueddemanniana.

## Синонимы
- Polychilos lueddemanniana (Rchb.f.) Shim, 1982
- Phalaenopsis lueddemanniana var. delicata Rchb.f., 1865
- Phalaenopsis lueddemanniana var. ochrata Rchb.f., 1865
- Phalaenopsis lueddemannii Náves in F.M.Blanco, 1880
- Phalaenopsis lueddemanniana f. delicata (Rchb.f.) O.Gruss & M.Wolff, 2007
- Phalaenopsis lueddemanniana f. ochracea (Rchb.f.) O.Gruss & M.Wolff, 2007

## Естественные вариации
- Phalaenopsis lueddemanniana var. boxalli   Hort 1962
- [[Phalaenopsis hieroglyphica|Phalaenopsis lueddemanniana var.hieroglyphica]]   Rchb.f. 1887
- Phalaenopsis lueddemanniana var.fasciata   Hort 1965
- Phalaenopsis lueddemanniana var.palawensis   Quisumbing 1953
- Phalaenopsis lueddemanniana var.hieroglyphica   Rchb.f. 1887
- Phalaenopsis lueddemanniana var.pallens   Burb. 1882
- [[Phalaenopsis pulchra|Phalaenopsis lueddemanniana var.pulchra]]   Rchb.f 1875
- [[Phalaenopsis pulchra|Phalaenopsis lueddemanniana. var.purpurea]]   Rchb.f 1875
- Phalaenopsis lueddemanniana var.surigadensis   Hort 1965
- Phalaenopsis lueddemanniana var.wardii   Hort 1881

## Биологическое описание

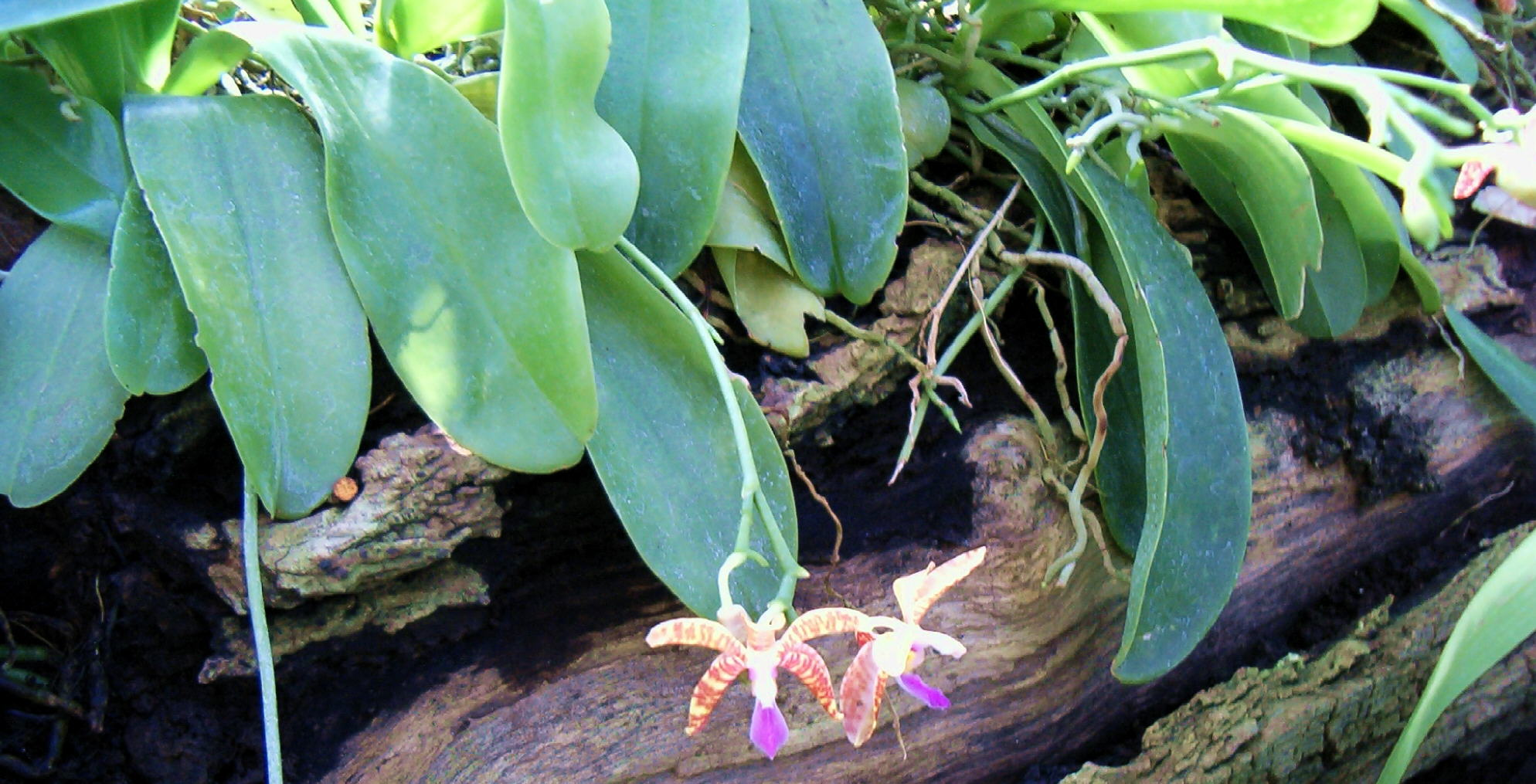

Моноподиальный эпифит средних размеров. Стебель укороченный, полностью скрыт листьями.
Корневая система хорошо развита, корни гладкие, длинные, ветвящиеся.
Листьев 5—8. Листья овальные, продолговатые, парные, жесткие, длиной 10—25 см, шириной 5—10 см.
Цветонос длиной до 35 см, появляется от основания стебля, поникающий, несет 2-7 цветков одновременно.
Цветки диаметром 4,5—6 см, обладают приятным сильным ароматом, восковые, белого цвета с красивыми поперечными фиолетово-пурпуровыми или каштановыми черточками в нижней части, и с коричневыми кончиками. Губа белая с пурпурным налётом и ярко-жёлтыми метками.
Цветки сильно изменчивы в деталях окраски и формы отдельных частей. Раскрываются поочерёдно в течение длительного времени, каждый цветок держится 25—30 дней. Сезон цветения — с весны до начала осени.

## Распространение,экологическиеособенности
Филиппины.
Эпифит на ветвях и стволах деревьев во влажных тропических лесах на высотах от 0 до 100 метров над уровнем моря.
Минимальная и максимальная температура воздуха (день\ночь) в Маниле: 

Январь 23—30\14—22°С

Февраль 23—30\14—22°С

Март 23—31\17—23°С

Апрель 23—33\18—23°С

Май 24—34\18—24°С

Июнь 25—34\18—25°С

Июль 25—33\18—25°С

Август 25—31\18—25°С

Сентябрь 25—31\18—25°С

Октябрь 25—31\18—25°С

Ноябрь 24—31\16—24°С

Декабрь 23—31\15—23°С
Относительная влажность воздуха 60—93 %.

## История
Назван в честь французского селекционера Ф.Люддемана получившего первое цветение этого вида в культуре в 1865 году.
Впервые введен в культуру садоводческой фермой Лоу и К° в 1864 г., владелец которой, Э.Клэптон, принял растение за Phalaenopsis equestris.

## В культуре
Температурная группа — тёплая. Летом средняя дневная температура 31-34°С, ночью 23-24 °C, с перепадом в 7-10°С. Зимой-весной дневная температура 30-33°С, ночью 21-22°С.
Освещение — тень, полутень (10000-12000 люкс). Хорошо растет и цветёт под полностью искусственным освещением.
Относительная влажность воздуха — 65-80 %.
В период активной вегетации полив обильный. Субстрат всегда должен быть всегда слегка влажным. Переизбыток воды вызывает бактериальные и грибковые заболевания. 
 Зимой имеет слабо выраженный период покоя. В это время подкормки прекращают, полив значительно сокращают.
Посадка в горшок или корзинку. В качестве субстрата используют смесь из кусочков коры хвойных деревьев средней фракции (1-3 см), сфагнум, перлит, древесный уголь. При содержании в условиях высокой относительной влажности воздуха возможна посадка на блок. 
 Пересаживают раз в 2-3 года, после окончания цветения, когда субстрат начинает разлагаться. После пересадки растение не поливают несколько дней. 
 Часто дает «деток» на старых цветоносах (особенно при относительно высоких ночных температурах). Когда корни «детки» достигают более 5 см, её отрезают вместе с кусочком цветоноса и отсаживают. 

Отцветшие цветоносы не следует удалять пока они не засохнут, так как на них может происходить повторное цветение.
Удобрения вносят в период активной вегетации один раз в неделю или раз в две недели 1/4-1/2 рекомендуемой дозы специальных минеральных удобрений для орхидей.

## Первичныегибриды(грексы)
- Adyah Prapto — lueddemanniana х javanica (Atmo Kolopaking) 1981
- Ambomanniana — amboinensis х lueddemanniana (Fredk. L. Thornton) 1965
- Borneo Star — bellina х lueddemanniana (Paul Lippold) 2006
- Dreieich Star — lueddemanniana х bastianii (P. Lippold) 2006
- El Tigre — cornu-cervi х lueddemanniana	(John H Miller) 1964
- Elizabeth Todd — sumatrana х lueddemanniana (Fort Caroline Orchids Inc.) 1970
- Freed’s Malibu Fascination — lueddemanniana х pallens (Freed) 2004
- Hermione — lueddemanniana х stuartiana (Veitch) 1899
- Hymen — lueddemanniana х mannii (Veitch) 1900
- Joey — gigantea х lueddemanniana (Fort Caroline Orchids Inc. (Dr Henry M Wallbrunn)) 1973
- John Seden — amabilis х lueddemanniana (Veitch) 1888
- Joy Micholitz-Ludde — micholitzii х lueddemanniana (Peter Lin (Wu)) 2007
- Lucata — lueddemanniana	х fuscata (Fredk. L. Thornton) 1967
- Luedde-violacea — lueddemanniana х violacea (Veitch) 1895
- Mahinhin — equestris х lueddemanniana (John H Miller) 1957
- Minuet — lueddemanniana	х parishii (Dr Henry M Wallbrunn) 1976
- Mrs. J. H. Veitch — lueddemanniana х sanderiana	(Veitch) 1899
- Pierrot — aphrodite х lueddemanniana (John H Miller) 1961
- Philippine Fireworks — philippinensis х lueddemanniana (P. Lippold) 2006
- Pulcia — pulchra х lueddemanniana (Alain Brochart (Klinge Orch.)) 2004
- Rasa Veniana — venosa х lueddemanniana (H. Wihardjo) 1985
- Regnier — lueddemanniana х schilleriana	(A. Regnier) 1922
- Spica — fasciata х lueddemanniana (W Vernon Osgood (L. B. Kuhn)) 1969
- Sunfire — lindenii х lueddemanniana (John H Miller) 1964
- Tigerette — lueddemanniana х mariae (Hausermann’s Orchids Inc) 1974
- Triayu Maharani — modesta х lueddemanniana (Atmo Kolopaking) 1984
- Wцssner Luedde-Sin — inscriptiosinensis х lueddemanniana (Franz Glanz) 1991